# GKrellM
GKrellM (GNU Krell Monitors) – program monitorujący takie parametry systemu operacyjnego jak wykorzystanie procesora, uruchomione procesy, zużycie pamięci, I/O dysku twardego i karty sieciowej. Dostępnych jest wiele wtyczek jak np. monitorowanie temperatury, poczty, monitorowania sieci P2P, informacje o pogodzie oraz sterowanie odtwarzaczem muzyki. GKrellM został napisany przy użyciu biblioteki GTK+, dzięki czemu bez problemu można go uruchomić na wielu systemach operacyjnych.
Dostępnych jest wiele skórek do zmiany wyglądu programu. Pakiet programu dostępny jest w większości popularnych dystrybucji systemu Linux.